# Њирадоњ
Њирадоњ (мађ. Nyíradony) град је у Мађарској. Њирадоњ је један од важнијих градова у оквиру жупаније Хајду-Бихар.

## Географија
Насеље покрива површину од 96,59 km2 (37 sq mi) и по попису из 2001. године имао је 8.070 становника.
Њирадоњ се налази на северном ободу округа, а његово административно подручје се граничи са областима које припадају округу Саболч-Сатмар-Берег са запада, севера и истока.
Непосредна суседна насеља су: Сакољ са севера, Њирмихаљди са североистока, Њирлугош са истока, Њирачад са југоистока, Њирмартонфалва са југа, Хајдушамшон са југозапада и Балкањ са запада. На кратком потезу од југа-југозапада граничи се и са седиштем округа, Дебрецином, које се налази на знатној удаљености (око 30 километара).

## Историја
Најранији забележени власник насеља била је породица Гуткелед. Према писаним изворима, Адони и суседно насеље звано Гут били су насељени већ у 11. веку.
Ова два насеља била су прва резиденција породице Гуткелед у округу Саболч током ере Арпада. У то време Гут је имао и градину (замак), а у близини овог замка, у Адонију, насељено становништво је подигло манастир. Овај манастир, у коме су служили монаси првог мађарског премонтреанског пропоста, порушен је током најезде Татара.
Њирадони је припадао некадашњем округу Бихар.
Географски статистичар из 19. века, Елек Фењеш, такође је писао о Њирадоњу и припадајућим Тамашипусти и Арадвањпусти.

## Становништво
Године 2001. 93% градског становништва се изјаснило као Мађари, 7% Роми.
Током пописа из 2011. године, 85% становника се изјаснило као Мађари, а 7,4% као Роми (14,8% се није изјаснило, због двојног идентитета, укупан број може бити већи од 100%). 
Верска дистрибуција је била следећа: римокатолици 18,1%, калвинисти 15,3%, гркокатолици 41,6%, неденоминациони 5,3% (18,1% није одговорило).